# Świątynia Pudu
Świątynia Pudu (chiń. 普度寺; pinyin Pǔdù sì) – dawna świątynia cesarska, znajdująca się w centrum Pekinu, u południowo-wschodniego krańca Zakazanego Miasta.
Wzniesiona w klasycznym chińskim stylu, wzdłuż osi północ-południe. Główny pawilon ulokowano na marmurowej platformie, zaś jego wsparty na 36 kolumnach dach pokryty jest żółtymi płytkami. Cały kompleks ma powierzchnię około 10 000 m².
Powstała w pierwszych latach panowania dynastii Ming, pierwotnie jako rezydencja książęca. Po objęciu rządów przez mandżurską dynastię Qing mieszkał w niej książę Dorgon. Po jego śmierci rezydencja została w 1694 roku przekształcona w świątynię buddyjską, rozbudowaną i upiększoną za panowania cesarza Qianlonga. Głównym bóstwem czczonym w niej był Mahakala.
Po obaleniu cesarstwa w 1912 roku w zabudowaniach świątynnych ulokowano szkołę, a na dziedzińcu urządzono boisko. Część zabudowań wyburzono, a pozostałe stopniowo niszczały. Dopiero w 1984 roku obiekt wpisano na listę zabytków. Ze względu na zły stan techniczny budynków rozpoczęto w 2001 roku generalny remont, w trakcie którego przywrócono świątyni dawny wygląd. Szkołę przeniesiono w inne miejsce, a w odrestaurowanych pawilonach otwarto muzeum.